# Elina Michina
Elina Dmitrijewna Michina (ros. Элина Дмитриевна Михина, ur. 16 lipca 1994 w Ridderze) – kazachska lekkoatletka specjalizująca się w biegu na 400 metrów i sztafecie 4 × 400 metrów.

## Osiągnięcia
| Rok  | Impreza                               | Miejsce        | Konkurencja             | Lokata               | Wynik   |
| ---- | ------------------------------------- | -------------- | ----------------------- | -------------------- | ------- |
| 2009 | Azjatyckie igrzyska młodzieży         | Singapur       | Bieg na 400 metrów      | 2. miejsce           | 57,73   |
| 2009 | Azjatyckie igrzyska młodzieży         | Singapur       | Sztafeta szwedzka       | 4. miejsce           | 1:46,60 |
| 2010 | Igrzyska olimpijskie młodzieży        | Singapur       | Bieg na 400 metrów      | 2. miejsce (finał C) | 58,11   |
| 2011 | Mistrzostwa świata juniorów młodszych | Lille          | Bieg na 400 metrów      | 44. miejsce          | 1:00,44 |
| 2012 | Mistrzostwa świata juniorów           | Barcelona      | Sztafeta 4 × 400 metrów | 11. miejsce          | 3:45,34 |
| 2014 | Halowe mistrzostwa Azji               | Hangzhou       | Sztafeta 4 × 400 metrów | 1. miejsce           | 3:42,45 |
| 2014 | Igrzyska azjatyckie                   | Inczon         | Bieg na 400 metrów      | 9. miejsce           | 53,94   |
| 2014 | Igrzyska azjatyckie                   | Inczon         | Sztafeta 4 × 400 metrów | 6. miejsce           | 3:36,83 |
| 2015 | Mistrzostwa Azji                      | Wuhan          | Sztafeta 4 × 400 metrów | 3. miejsce           | 3:35,14 |
| 2016 | Halowe mistrzostwa Azji               | Doha           | Bieg na 400 metrów      | 2. miejsce           | 53,85   |
| 2016 | Igrzyska olimpijskie                  | Rio de Janeiro | Bieg na 400 metrów      | 5. miejsce           | 53,83   |
| 2017 | Mistrzostwa Azji                      | Bhubaneswar    | Bieg na 400 metrów      | eliminacje           | 57,33   |
| 2017 | Mistrzostwa Azji                      | Bhubaneswar    | Sztafeta 4 × 400 metrów | 4. miejsce           | 3:37,95 |
| 2017 | Uniwersjada                           | Tajpej         | Bieg na 400 metrów      | półfinał             | 53,04   |
| 2017 | Halowe igrzyska azjatyckie            | Aszchabad      | Bieg na 400 metrów      | 1. miejsce           | 53,37   |
| 2018 | Halowe mistrzostwa Azji               | Teheran        | Bieg na 400 metrów      | 2. miejsce           | 53,49   |
| 2018 | Halowe mistrzostwa Azji               | Teheran        | Sztafeta 4 × 400 metrów | 2. miejsce           | 3:41,67 |
| 2018 | Halowe mistrzostwa świata             | Birmingham     | Bieg na 400 metrów      | eliminacje           | 53,90   |
| 2018 | Halowe mistrzostwa świata             | Birmingham     | Sztafeta 4 × 400 metrów | eliminacje           | 3:40,54 |
| 2018 | Igrzyska azjatyckie                   | Dżakarta       | Bieg na 400 metrów      | 3. miejsce           | 52,63   |
| 2018 | Igrzyska azjatyckie                   | Dżakarta       | Sztafeta 4 × 100 metrów | 3. miejsce           | 43,82   |
| 2018 | Igrzyska azjatyckie                   | Dżakarta       | Sztafeta 4 × 400 metrów | 6. miejsce           | 3:36,73 |
| 2019 | Mistrzostwa Azji                      | Doha           | Bieg na 400 metrów      | 2. miejsce           | 53,19   |
| 2019 | Mistrzostwa Azji                      | Doha           | Sztafeta 4 × 100 metrów | 2. miejsce           | 43,36   |
| 2019 | IAAF World Relays                     | Jokohama       | Sztafeta 4 × 100 metrów | eliminacje           | 43,71   |
| 2019 | Uniwersjada                           | Neapol         | Bieg na 400 metrów      | półfinał             | 52,41   |
| 2019 | Mistrzostwa świata                    | Doha           | Sztafeta 4 × 100 metrów | eliminacje           | 43,79   |
| 2023 | Halowe mistrzostwa Azji               | Astana         | Bieg na 400 metrów      | 1. miejsce           | 54,07   |
| 2023 | Halowe mistrzostwa Azji               | Astana         | Sztafeta 4 × 400 metrów | 1. miejsce           | 3:44,21 |
| 2023 | Mistrzostwa Azji                      | Bangkok        | Bieg na 400 metrów      | eliminacje           | DQ      |

Rekordy życiowe:
- bieg na 200 metrów – 23,25 – 5 lipca 2016 w Ałmaty
- bieg na 400 metrów – 52,09 – 25 czerwca 2016 w Ałmaty
- bieg na 200 metrów (hala) – 23,66 – 30 stycznia 2016 w Ust-Kamienogorsku
- bieg na 400 metrów (hala) – 52,53 – 16 lutego 2018 w Ust-Kamienogorsku